# サミュエル・ドイル・リドル
サミュエル・ドイル・リドル（Samuel Doyle Riddle, 1861年7月1日 - 1951年1月8日）は、アメリカ合衆国の実業家、および競走馬のオーナーブリーダー。20世紀初頭の名馬マンノウォーの馬主として知られる。

## 経歴
紡績産業が盛んなペンシルベニア州グレンリドルの出身で、街の名前に名が冠されているように、祖先はスコットランドからの入植者で、リドル家はそのリーダーであった。父親のサミュエル・リドルが始めた羊毛工場を所有・経営していた一方で、スワースモア大学の在学中からハンティングや障害競走などに取り組んでおり、スポーツマンとしてもよく知られていた。

## 競馬

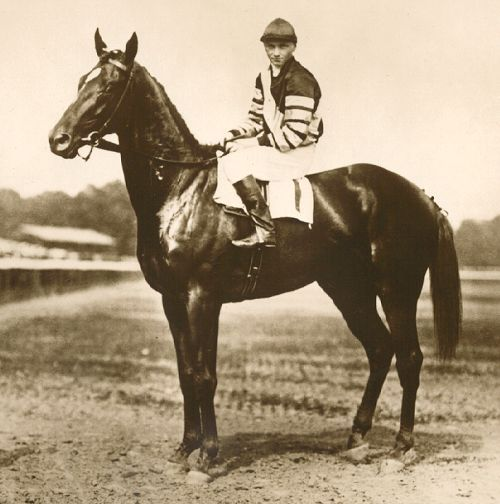
マンノウォー

リドルは事業の傍ら競馬にも取り組み、グレンリドル牧場を開設してサラブレッドの競走馬を生産・所有した。リドルの所有した馬でとくに有名なのがマンノウォーとウォーアドミラルの2頭であった。このほかのリドル所有の活躍馬としては、グレンリドルファームの生産馬であるヤンキーウィッチやウォーレリック、ウォーレリックの母フライアーズカースなどがいる。
マンノウォーが種牡馬入りしたのち、リドルは妻の姪の夫であるウォルター・M・ジェフォード・シニアとともにケンタッキー州レキシントン近くのハフマン・ミル・パイクにあるファラウェイ牧場を購入、そこでマンノウォーを繋養した。リドルらはマンノウォーの種付け頭数を年間25頭に制限し、ほとんどを自分らの繁殖牝馬で独占したため、アメリカの馬産界からは強く非難されたという。
ある時、テキサス州の石油業者W・T・ワッゴナーが白紙小切手を渡してマンノウォーの種付けを希望したが、これを断ったこともある。また1939年、リドルはマンノウォーに当時前代未聞の100万ドルでの購入希望を出されたが、これを断っている。

## 死没
リドルは1951年1月に没した。死後、リドルは自身の財産を、グレンリドルに最も近い町であるペンシルベニア州メディアのコミュニティに病院を提供するよう遺言を残しており、1956年11月29日にリドル記念病院が建設された。
ペンシルベニア州デラウェア郡ミドルタウンタウンシップにあるリドルウッドの住宅団地は、リドルにちなんで名付けられ、通りにはリドルが所有していた馬にちなんで名付けられている。